# Jüdische Gemeinde Hürth
Erstes Jüdisches Leben in Hürth lässt sich in Hürth, Nordrhein-Westfalen, im Spätmittelalter feststellen. Die jüdische Gemeinde in Hürth bestand bis 1942.

## Mittelalter
Die ersten Juden in Hürth waren vermutlich Flüchtlinge aus anderen Städten am Rhein, vor allem aus Köln. Sie erhielten ihr Bleiberecht durch die Zahlung einer hohen Sondersteuer. In den folgenden Jahrhunderten fehlen urkundliche Belege über Hürther Ansiedlungen von Juden.

## 18. Jahrhundert
Im 18. Jahrhundert werden Juden aus Hürth in Gerichtsprotokollen und in Pfarrarchiven, wie der Gemeinde St. Katharina in Alt-Hürth, vermerkt, wo mehrere Konversionen von Juden zum Katholizismus in der Kirche St. Katharina dokumentiert sind. Mehr als 20 Juden wurden dort getauft, wovon die meisten aus dem Rheinland stammten.

## 19. Jahrhundert
Gesicherte Angaben über die Zahl der in Hürth lebenden Juden stammen aus dem 19. Jahrhundert. Für die Mairie Hürth wurden am 27. Oktober 1808 41 jüdische Personen erfasst, darunter 22 Levis, von denen 15 ihren angesehenen Namen behielten und 7 aus einer Levi-Familie den Namen Heyd annahmen. Eine andere Familie wählte den angepassten Nachnamen Brunel. Zur Mitte dieses Jahrhunderts lebten in Hürth knapp 100 Juden. Damit bildete die dortige Gemeinde hinter Deutz und Frechen die drittgrößte jüdische Gemeinschaft im damaligen Landkreis Köln. Ab 1875 gehörten die Hürther Juden als Spezialgemeinde zur Synagogengemeinde in Brühl.
Die jüdische Gemeinde feierte ihre Gottesdienste bzw. Gebetsstunden über viele Jahre in einem eigenen Betraum, welcher sich im Obergeschoss des Fachwerkhauses (Wohnhaus des Kaufmanns Cosmann Brunel) an der Ecke Weierstraße/Kendenicher Straße befand. 1880/1882 baute die jüdische Gemeinde Hürth eine eigene kleine Synagoge, die sich auf einem Grundstückes an der Weierstraße befand.

## 20. Jahrhundert
Von 1926 an war die jüdische Gemeinde Hürth autonom. 1937 wurde die Gemeinde wegen gesunkener Mitgliederzahlen aufgelöst. Die verbleibenden Juden schlossen sich der Synagogen-Gemeinde Köln an. Die Hürther Synagoge war schon vor dem Novemberpogrom 1938 von SA-Angehörigen verwüstet worden. Beim Judenpogrom in Hürth am 10. November 1938 kam es zu Plünderungen und Ausschreitungen gegenüber den Juden. Die Synagoge wurde 1939 an einen Hürther Schreiner verkauft und am 10. Oktober 1944 durch einen Bombenangriff zerstört. Im Sommer 1941 wurden die in Hürth verbliebenen Juden zentral im Hürther „Judenhaus“ in der Großen Ölbruchstraße zusammen untergebracht und ein Jahr später deportiert und umgebracht.

## Anzahl Juden in Hürth
- 1831: 61 Juden, was damals ca. 7 % der Dorfbevölkerung Alt-Hürths entsprach
- 1847: 92 Juden
- 1852: 71 Juden
- 1875: 69 Juden
- 1900: 57 Juden
- 1932: 46 Juden
- 1936: ca. 90 Juden in der Großgemeinde Hürth
- 1941: 11 Juden
- 1942: 3 Juden[1]

## Friedhöfe
In Hürth gab es zwei jüdische Friedhöfe.

## Erinnerungen an die Gemeinde

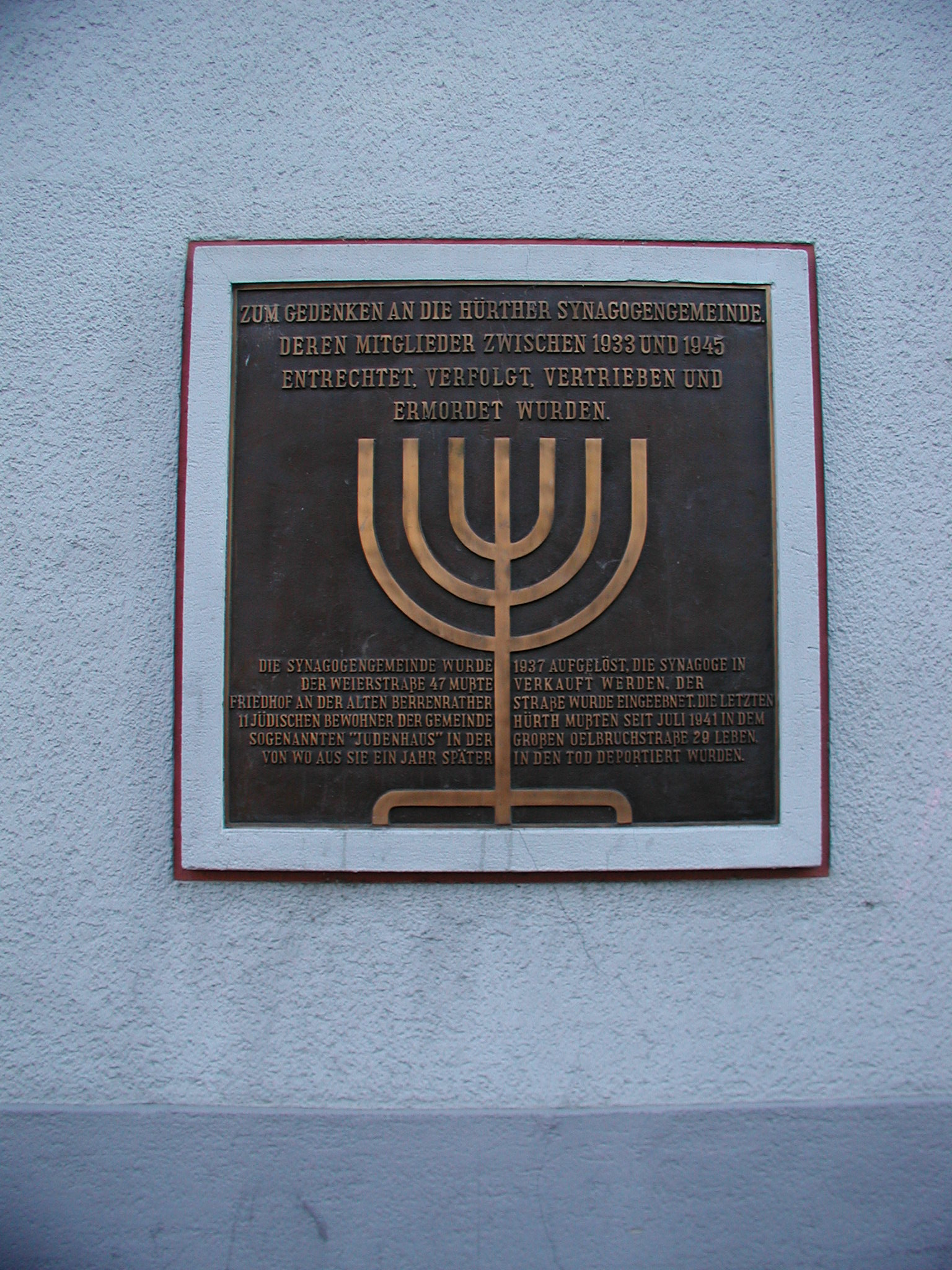
Gedenktafel an die ehemalige Synagoge

- Im November 1991 wurde in der Weierstraße in Alt-Hürth eine Gedenktafel zum Angedenken an die Hürther Synagoge und deren Synagogengemeinde enthüllt.

```
Zum Gedenken an die Hürther Synagogengemeinde, deren Mitglieder zwischen 1933 und 1945
entrechtet, verfolgt, vertrieben und ermordet wurden.
Die Synagogengemeinde wurde 1937 aufgelöst.
Die Synagoge in der Weierstraße 47 musste verkauft werden.
Der Friedhof an der Alten Berrenrather Straße wurde eingeebnet.
Die letzten 11 jüdischen Bewohner der Gemeinde Hürth mussten seit Juli 1941 in dem sogenannten „Judenhaus“ in der Großen Oelbruchstraße 29 leben,
von wo aus sie ein Jahr später in den Tod deportiert wurden.
```

- Ein Platz an der Weierstraße in Alt-Hürth trägt den Namen „An der Alten Synagoge“.
- Mehr als 30 Stolpersteine zur Erinnerung an ehemalige Hürther Bürgerinnen und Bürger, die unter dem nationalsozialistischen Regime zwischen 1940 und 1945 ermordet wurden, wurden in Hürth verlegt.[9]